# Litoria christianbergmanni
Espèce
Statut de conservation UICN

 LC  : Préoccupation mineure
Litoria christianbergmanni est une espèce d'amphibiens de la famille des Pelodryadidae.

## Répartition
Cette espèce est endémique de Nouvelle-Guinée occidentale en Indonésie. Elle se rencontre dans la province de Papouasie de 770 à 860 m d'altitude dans les monts Fak-Fak.

## Description
Les mâles mesurent de 26,9 à 31,2 mm.

## Étymologie
Cette espèce est nommée en l'honneur de l'herpétologiste allemand Christian Bergmann.

## Publication originale
- Günther, 2008 : Two new hylid frogs (Anura: Hylidae: Litoria) from western New Guinea. Vertebrate Zoology, Museum für Tierkunde Dresden, vol. 58, no 1, p. 83-92 (texte intégral).